# جاذبية قاتلة (فلم)
جاذبية قاتلة (بالإنجليزية: Fatal Attraction) هو فيلم إثارة تم إنتاجه في الولايات المتحدة وصدر في سنة 1987. يتعلق دان بإحدى المحررات الصحفيات ويقيم معها علاقة عابرة إلا أن تلك العلاقة تتحول إلى جحيم عندما تهدده بكشف علاقتهما لدى زوجته وأصدقائه، يحاول دان التعامل مع تلك التهديدات والتصرفات الغير لائقة بشتى الطرق.

## بطولة
- مايكل دوغلاس
- غلين كلوز
- آن ارتشر

## الميزانية والإيرادات
بلغت تكلفة إنتاج الفيلم حوالي 14 مليون دولار بينما حقق أرباحا تقدر بـ 320,145,693 دولار.

### ترشيحات وجوائز
| السنة | الحدث  | الفئة     | النتيجة |
| ----- | ------ | --------- | ------- |
|       | أوسكار | أفضل فيلم | ترشـيـح |

## وصلات خارجية
- مقالات تستعمل روابط فنية بلا صلة مع ويكي بيانات